# جمال ويلكس
جمال ويلكس (بالإنجليزية: Jamaal Wilkes) مواليد 2 مايو 1953 في بيركيلي، هو لاعب كرة سلة أمريكي سابق بدأ مسيرته الاحترافية في سنة 1974. يبلغ طوله 6 قدم 6 بوصة (2.0 م). اعتزل اللعب في 1985.

## فرق لعب لها
- غولدن ستايت ووريورز
- لوس أنجلوس ليكرز
- لوس أنجلوس كليبرز

## روابط خارجية
- جمال ويلكس على موقع IMDb (الإنجليزية)
- جمال ويلكس على موقع ميوزك برينز (الإنجليزية)
- جمال ويلكس على موقع ديسكوغز (الإنجليزية)
- جمال ويلكس على موقع إن بي أي (الإنجليزية)
- جمال ويلكس على موقع سبورتس رفرنس (الإنجليزية)
- جمال ويلكس على موقع كلية كرة السلة في سبورتس رفرنس.كوم (الإنجليزية)
- جمال ويلكس على موقع ريلجم (الإنجليزية)
- جمال ويلكس على موقع بروبوليرز (الإنجليزية)
- جمال ويلكس على موقع قاعة المشاهير الجامعة الوطنية لكرة السلة (الإنجليزية)
- جمال ويلكس على موقع قاعة كاليفورنيا للمشاهير الرياضية (الإنجليزية)